# Marcelino García Alonso
Marcelino García Alonso (Oviedo, 27 de junho de 1971). Foi um ciclista espanhol, profissional entre 1994 e 2003, cujos maiores sucessos desportivos conseguiu-os na Volta a Andaluzia, prova na que obteve o triunfo absoluto na edição de 1998, e no Critérium Internacional que conseguiria em 1997.

## Palmarés
| 1996 - 3º na Bicicleta Basca, mais 1 etapa - 3º na Volta às Astúrias - 3º no Grande Prêmio Guillermo Tell 1997 - Critérium Internacional, mais 1 etapa | 1998 - Volta a Andaluzia, mais 1 etapa - 3º na Paris-Nice 2001 - 1 etapa no Drei-Länder-Tour |

## Equipas
- ONZE (1994-2000)
- Team CSC (2001-2002)
- Labarca 2-Cafés Baque (2003)